# Margit Bendokat

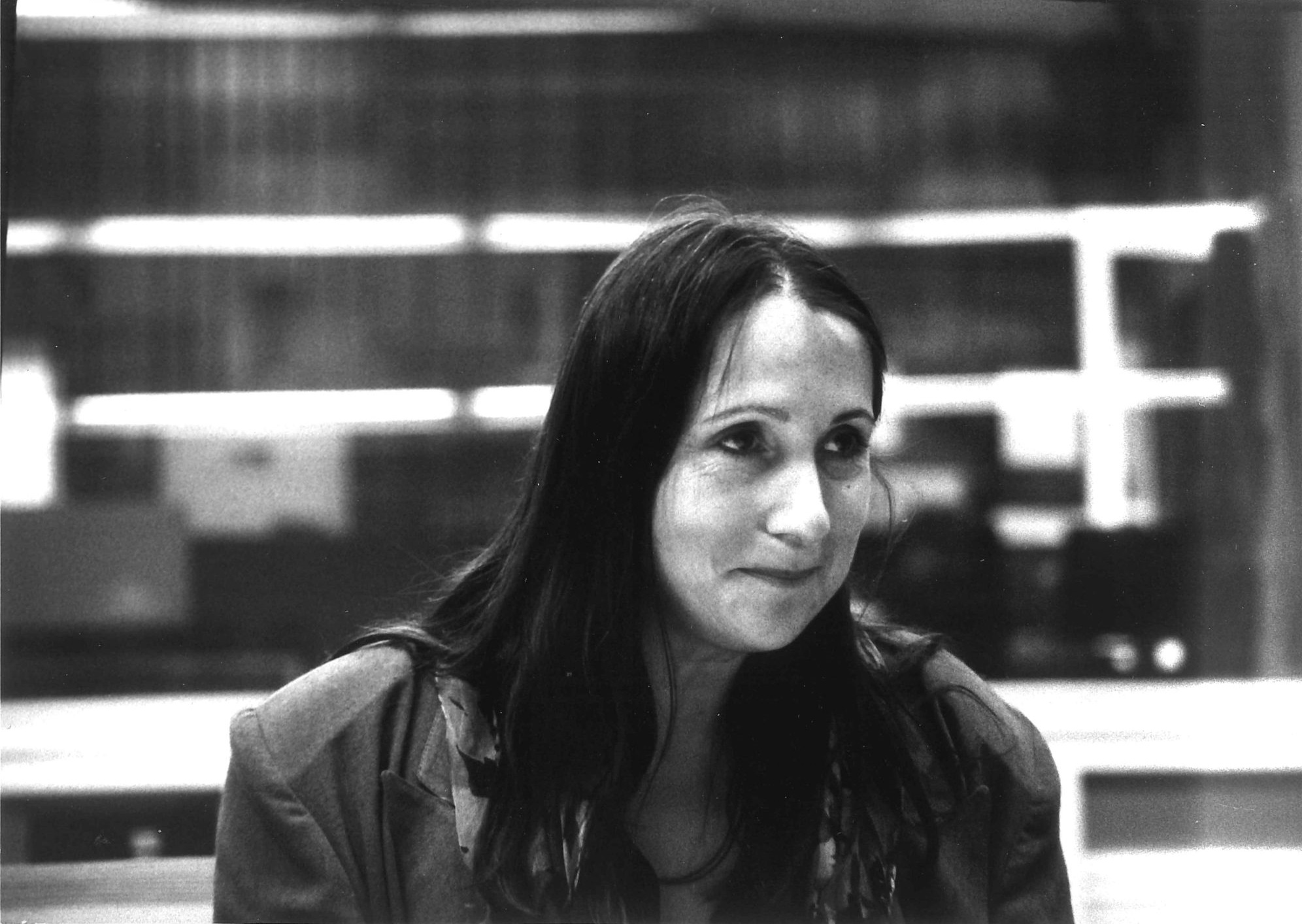
Margit Bendokat bei einer Hörspielproduktion Anfang der 1990er-Jahre in einer Aufnahme des Berliner Fotografen Werner Bethsold

Margit Bendokat (* 12. August 1943 in Templin) ist eine deutsche Film- und Theaterschauspielerin.

## Leben
Nach absolvierter Ausbildung zur technischen Zeichnerin begann Bendokat eine Schauspielausbildung an der Staatlichen Schauspielschule Berlin. Ihr Schauspieldebüt gab sie 1964 an einer Bühne in Parchim, ehe sie 1965 ein Theaterengagement am Deutschen Theater in Berlin erhielt, wo sie noch heute als Charakterdarstellerin arbeitet.
Daneben wirkte sie auch in Fernsehproduktionen des DFF sowie in DEFA-Spielfilmen mit, wo sie meist kleinere Rollen spielte. Auch nach der Wiedervereinigung war sie in Filmen zu sehen.
Bendokat arbeitete bislang unter anderem mit den Regisseuren Alexander Lang, Einar Schleef, Heiner Müller, Dimiter Gotscheff, Jürgen Gosch und Nicolas Stemann zusammen.
Für ihre Rolle in Aischylos’ Die Perser war sie 2007 für den Faust-Theaterpreis in der Kategorie Beste darstellerische Leistung im Schauspiel nominiert. 2010 wurde sie mit dem Theaterpreis Berlin der Stiftung Preußische Seehandlung bedacht und unter die Schauspielerinnen des Jahres in der Kritikerumfrage der Zeitschrift Theater heute gewählt.
Auch als Synchronsprecherin ist Bendokat tätig. So sprach sie in der DEFA-Synchronfassung der Filmreihe Die Olsenbande mehrfach die Rolle der Yvonne.
Außerdem spricht sie die Schildkröte Athena im Kinderprogramm Kakadu von Deutschlandfunk Kultur.
Bendokat lebt in Berlin.

## Auszeichnungen
- 2010: Theaterpreis Berlin der Stiftung Preußische Seehandlung
- 2010: Eine der Schauspielerinnen des Jahres
- 2023: Ehrenmitglied des Deutschen Theaters Berlin[3]

## Filmografie (Auswahl)
- 1968: Wege übers Land (TV) – Regie: Martin Eckermann
- 1972: Sechse kommen durch die Welt – Regie: Rainer Simon
- 1973: Das zweite Leben des Friedrich Wilhelm Georg Platow – Regie: Siegfried Kühn
- 1978: Der Meisterdieb (TV) – Regie: Wolfgang Hübner
- 1982: Die fidele Bäckerin – Regie: Helke Misselwitz
- 1984: Die Poggenpuhls (Fernsehfilm) – Regie: Karin Hercher
- 1985: Atkins – Regie: Helge Trimpert
- 1985: Die Rundköpfe und die Spitzköpfe (TV-Theateraufzeichnung)
- 1986: Rabenvater – Regie: Karl-Heinz Heymann
- 1987: Wengler & Söhne. Eine Legende – Regie: Rainer Simon
- 1987: Stielke, Heinz, fünfzehn… – Regie: Michael Kann
- 1988: Schwein gehabt – Regie: Karl-Heinz Heymann
- 1988: Die Entfernung zwischen dir und mir und ihr – Regie: Michael Kann
- 1989: Grüne Hochzeit – Regie: Herrmann Zschoche
- 1989: Die Besteigung des Chimborazo – Regie: Rainer Simon
- 1990: Der kleine Herr Friedemann (TV) – Regie: Peter Vogel
- 1990: Grönland – Regie: Jens Becker
- 1991: Stein – Regie: Egon Günther
- 1992: Herzsprung – Regie: Helke Misselwitz
- 1995: Das Glück meiner Schwester – Regie: Angela Schanelec
- 1999: Aimée & Jaguar – Regie: Max Färberböck
- 2001: Mein langsames Leben – Regie: Angela Schanelec
- 2003: Zutaten für Träume – Regie: Gordian Maugg
- 2003: Herr Lehmann – Regie: Leander Haußmann
- 2005: Willenbrock – Regie: Andreas Dresen
- 2007: Hände weg von Mississippi – Regie: Detlev Buck
- 2009: Ein Schnitzel für drei (Fernsehfilm)
- 2010: Mord mit Aussicht – Blutende Herzen
- 2012: Bella Block: Unter den Linden (Fernsehreihe)
- 2012: Die Abenteuer des Huck Finn
- 2013: Ein Schnitzel für alle (Fernsehfilm)
- 2014: Bornholmer Straße – Regie: Christian Schwochow
- 2014: Helen Dorn – Unter Kontrolle (Fernsehreihe)
- 2015: SOKO Köln – Camilla und die tote Nonne – Regie: Torsten Wacker
- 2016: Zwei verlorene Schafe
- 2023: Käthe und ich: Freundinnen für immer (Fernsehreihe)

## Theater
- 1964: Carl Sternheim: 1913 (Ottilie) – Regie: Fritz Bornemann (Deutsches Theater Berlin – Kammerspiele)
- 1967: Nikolai Gogol: Heirat (Agafia) – Regie: Hans-Diether Meves (Deutsches Theater Berlin – Kammerspiele)
- 1967: Friedhold Bauer: Baran oder die Leute im Dorf (Junge Frau) – Regie: Friedo Solter (Deutsches Theater Berlin – Kammerspiele)
- 1969: Günther Rücker: Der Nachbar des Herrn Pansa (Maria Stella) – Regie: Friedo Solter (Deutsches Theater Berlin)
- 1970: Isaak Babel: Maria (Ljudmila) – Regie: Adolf Dresen (Deutsches Theater Berlin – Kammerspiele)
- 1970: Claus Hammel: Le Faiseur oder Warten auf Godeau – Regie: Hans Bunge/Heinz-Uwe Haus/Hans-Georg Simmgen (Deutsches Theater Berlin)
- 1974: Wiktor Sergejewitsch Rosow: Vom Abend bis zum Mittag (Nina) – Regie: Christoph Schroth (Deutsches Theater Berlin – Kammerspiele)
- 1975: Heinrich von Kleist: Der zerbrochne Krug (Magd) – Regie: Adolf Dresen (Deutsches Theater Berlin)
- 1976: Georg Hirschfeld: Pauline (Pauline) – Regie: Alexander Lang (Deutsches Theater Berlin – Kammerspiele)
- 1978: Gerhart Hauptmann: Michael Kramer (Frau Lachmann) – Regie: Wolfgang Heinz (Deutsches Theater Berlin)
- 1980: William Shakespeare: Ein Sommernachtstraum (Helena) – Regie: Alexander Lang (Deutsches Theater Berlin)
- 1980: Federico García Lorca: Bernarda Albas Haus (Magdalena) – Regie: Piet Drescher (Deutsches Theater Berlin)
- 1981: Georg Büchner: Dantons Tod (Dirne Marion) – Regie: Alexander Lang (Deutsches Theater Berlin)
- 1983: Bertolt Brecht: Die Rundköpfe und die Spitzköpfe – Regie: Alexander Lang (Deutsches Theater Berlin)
- 1984: Federico García Lorca: Yerma (Gesundbeterin Dolores) – Regie: Klaus Erforth (Deutsches Theater Berlin – Kammerspiele)
- 1988: Michail Bulgakow: Paris, Paris (Soja) – Regie: Frank Castorf (Deutsches Theater Berlin)
- 1988: Heiner Müller: Der Lohndrücker (HO-Verkäuferin) – Regie: Heiner Müller (Deutsches Theater Berlin)
- 1990: Henrik Ibsen: John Gabriel Borkmann – Regie: Frank Castorf (Deutsches Theater Berlin)
- 1992: Lothar Trolle: Hermes in der Stadt – Regie: Frank Castorf (Deutsches Theater Berlin)

## Hörspiele
- 1973: Horst Dembny: Der General kommt (Tippchen) – Regie: Albrecht Surkau (Kurzhörspiel – Rundfunk der DDR)
- 1974: Hans-Jürgen Bloch: Nicht nur tausendjährige Eichen (Evchen) – Regie: Joachim Staritz (Hörspiel – Rundfunk der DDR)
- 1974: Joachim Walther: Randbewohner – Regie: Werner Grunow (Hörspiel – Rundfunk der DDR)
- 1974: Ivan Isacovic: Alter schützt vor Torheit nicht (Buchhalterin) – Regie: Albrecht Surkau (Hörspiel – Rundfunk der DDR)
- 1975: Iwan Bjelischew: Das eigensinnige Kätzchen (Eichhörnchen) – Regie: Albrecht Surkau (Kinderhörspiel – Litera)
- 1975: Jiří Kafka: Vom Wasser, das zu singen aufhörte (Füchsin, Fuchsjunges) – Regie: Albrecht Surkau (Kinderhörspiel – Litera)
- 1977: Samuil Marschak: Das Katzenhaus (Eine Henne) – Regie: Jürgen Schmidt (Kinderhörspiel – Litera)
- 1980: Karl-Heinz Jakobs: Casanova in Dux (Elisa) – Regie: Barbara Plensat (Hörspiel – Rundfunk der DDR)
- 1983: Hans Christian Andersen: Die Schneekönigin (Hofkrähe) – Regie: Rainer Schwarz (Kinderhörspiel – Litera)
- 1984: Oscar Wilde: Der Fischer und seine Seele (Junge Hexe) – Regie: Barbara Plensat (Hörspiel – Rundfunk der DDR)
- 1984: Albert Wendt: Vogelkopp – Regie: Norbert Speer (Kinderhörspiel – Rundfunk der DDR)
- 1984: Thomas Heise: Schweigendes Dorf (Gerda) – Regie: Thomas Heise (Hörspiel – Rundfunk der DDR)
- 1985: Hans Fallada: Geschichten vom Mäuseken Wackelohr und von der gebesserten Ratte (Hausfrau/Ratte Erika) – Regie/Bearbeitung: Peter Brasch (Kinderhörspiel – Litera)
- 1985: Horst Hawemann: Die Katze, die immer nur ihre eigenen Wege ging (Frau) – Regie: Barbara Plensat (Kinderhörspiel frei nach Motiven von Rudyard Kipling – Litera)
- 1986: Armenisches Volksmärchen: Anahit (Fürstin) – Regie: Uwe Haacke (Kinderhörspiel – Rundfunk der DDR)
- 1987: Lothar Walsdorf: Die Mittagsfrau (Lapka) – Regie: Peter Brasch (Kinderhörspiel – Rundfunk der DDR)
- 1987: Erich Kästner: Fabian oder Der Gang vor die Hunde (Einsame Gattin) – Regie: Joachim Staritz (Hörspiel – Rundfunk der DDR)
- 1987: Halina Gòrska: Die Blume des Amethyst (Wiwiana) – Regie: Manfred Täubert (Kinderhörspiel – Rundfunk der DDR)
- 1989: Peter Brasch: Santerre (Jeanne/Hure) – Regie: Joachim Staritz (Hörspiel – Rundfunk der DDR)
- 1989: Brüder Grimm: Die goldene Gans (1. Erzählerin) – Regie/Bearbeitung: Peter Brasch (Kinderhörspiel – Litera)
- 1989: Ursula Ullrich: Traumpferdreiten oder: Wo kommen bloß die Babies her? (Äffin) – Regie: Karin Lorenz (Kinderhörspiel – Litera)
- 1991: Waldemar Bonsels: Die Biene Maja (Eine Spinne) – Regie: Werner Grunow (Kinderhörspiel – DS Kultur)
- 1995: Andreas Knaup: Schlachthaus – Regie: Joachim Staritz (DRadio/SDR)
- 1995: Xenija Dragunskaja: Oktoberland (Frau mit Axt) – Regie: Beate Rosch/Siegfried Pfaff (Hörspiel – ORB)
- 1996: Klaus Pohl: Wartesaal Deutschland Stimmen Reich (Rosita H.) – Regie: Dieter Mann/Norbert Schaeffer (Hörspiel – SWF)
- 1996: Franz Zauleck: Olga bleibt Olga – Regie: Karlheinz Liefers (Kinderhörspiel – DLR Berlin)
- 1997: Irmgard Keun: Gilgi, eine von uns (Zweite Sekretärin) – Regie: Barbara Plensat (Hörspiel – NDR)
- 1997: Jost Nickel: Herr König stirbt (Frau König) – Regie: Albrecht Surkau (Kriminalhörspiel – DLR)
- 1998: Peter Steinbach: Warum ist es am Rhein so schön… (Emmi) – Regie: Hans Gerd Krogmann (Hörspiel – WDR/DLR)
- 1998: Volker Braun: Der Staub von Brandenburg – Regie: Joachim Staritz (Hörspiel – DLF/SFB)
- 2003: Dylan Thomas: Unter dem Milchwald (Dritte Frau und Mutter) – Regie: Götz Fritsch (Hörspiel – MDR)
- 2003: Stefan Amzoll: Putze Polina (Polina) – Regie: Wolfgang Rindfleisch (Hörspiel – DLR)
- 2004: Boris Vian: Das rote Gras – Bearbeitung und Regie: Christiane Ohaus (Hörspiel – DLR Berlin/NDR)
- 2007: Christoph Kalkowski/Matthias Wittekindt: Der Kongreß der Supervisionäre (Reporterin) – Regie: Christoph Kalkowski (Hörspiel – RBB)
- 2008: Maraike Wittbrodt: Glücksbrief – Regie: Beatrix Ackers (Kinderhörspiel – DKultur)
- 2010: Thilo Reffert: Australien, ich komme – Regie: Oliver Sturm (Kinderhörspiel DKultur)
- 2013: Sara M. Schüller: Aus der Ferne: Drei Schwestern – Regie: Anouschka Trocker (Hörspiel – DKultur)
- 2016: Franz Kafka: Das Schloss, Hörspiel in 12 Teilen. Rolle: Wirtin vom Herrenhof. Idee und Regie: Klaus Buhlert, BR Hörspiel und Medienkunst, als Podcast/Download im BR Hörspiel Pool.[4]